# Bistum Sosnowiec
Das Bistum Sosnowiec (lateinisch Dioecesis Sosnoviensis, polnisch Diecezja sosnowiecka) ist eine in Polen gelegene römisch-katholische Diözese mit Sitz in Sosnowiec.

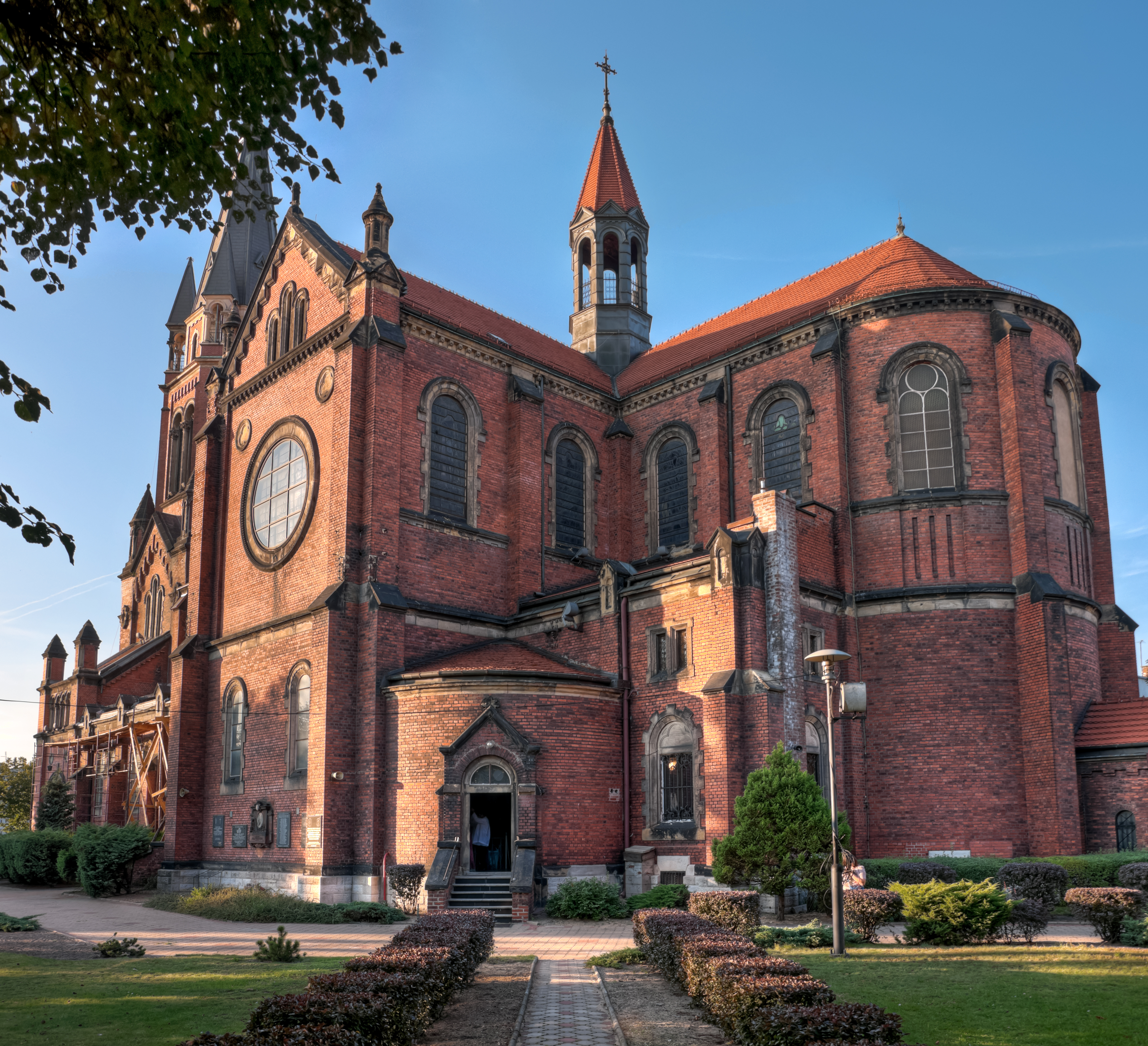
Kathedrale Maria Himmelfahrt, Sosnowiec

## Geschichte

### Gründung 1992
Das Bistum Sosnowiec wurde am 25. März 1992 durch Papst Johannes Paul II. mit der Apostolischen Konstitution Totus Tuus Poloniae populus aus Gebietsabtretungen der Erzbistümer Częstochowa und Krakau sowie des Bistums Kielce errichtet und dem Erzbistum Częstochowa als Suffragandiözese unterstellt.

### Amtsverzicht des Bischofs und Krise nach moralischem Verfall
Im Oktober 2023 bot Bischof Grzegorz Kaszak im Alter von 59 Jahren dem Papst seinen Rücktritt an, den Papst Franziskus am 24. Oktober 2023 akzeptierte. Zum Apostolischen Administrator wurde Erzbischof Adrian Józef Galbas SAC von Katowice ernannt.
Mehrere Priesteranwärter hatten 2010 den Rektor des Priesterseminars des Bistums beschuldigt, sie sexuell missbraucht zu haben; das Seminar wurde inzwischen geschlossen. Im September 2023 soll eine Sexparty homosexueller Geistlicher in einer Priesterwohnung in Dąbrowa Górnicza wegen eines dabei aufgetretenen medizinischen Notfalles aufgeflogen sein, als ein Priester Sanitätern den Zutritt zu der Wohnung verwehrte. Der Warschauer Priester und Philosophieprofessor Andrzej Kobylinski sprach im Interview mit dem Radiosender RMF24 von einem „moralischen Verfall der Diözese“, der bereits seit vielen Jahren andauere; nötig sei eine moralische Erneuerung im Klerus der Diözese.

## Bischöfe von Sosnowiec
- Adam Śmigielski SDB, 1992–2008
- Grzegorz Kaszak, 2009–2023
- Artur Ważny, seit 2024

## Dekanate
| - 01 Będzin -Hl.Dreifaltigkeit - 02 Czeladź -St.Stanislaus - 03 Dąbrowa -Maria von den Engeln - 04 Dąbrowa -St.Antonius von Padua - 05 Dąbrowa -Herz Jesu - 06 Jaroszowiec -Maria Hilfe der Christen - 07 Jaworzno -Maria von der Immerwährenden Hilfe | - 08 Jaworzno -St.Adalbert und Katharina - 09 Łazy -St.Franz von Assisi - 10 Olkusz -St.Andreas (Apostel) - 11 Pilica -St.Johannes der Täufer - 12 Sączów -St.Jakobus (Apostel) - 13 Siewierz -St.Matthias (Apostel) - 14 Sławków -Heilig Kreuz | - 15 Sosnowiec -St.Barbara - 16 Sosnowiec Christkönig - 17 Sosnowiec -St.Hedwig von Schlesien - 18 Sosnowiec -St.Thomas (Apostel) - 19 Sosnowiec -Mariä Himmelfahrt - 20 Sułoszowa -Herz Jesu - 21 Wolbrom -St.Catherina - 22 Wolbrom -Heilig Kreuz |

## Bistumspatrone
- Hl. Albert Chmielowski  kirchlicher Gedenktag 25. Dezember, 17. Juni Patronatsfest
- Hl. Rafał Kalinowski 15. / 20. November